# Мачвански управни округ
Мачвански управни округ је један од округа Републике Србије. Округ се налази у западном делу државе. Према подацима са последњег пописа 2022. године у округу је живело 265.377 становника Седиште округа је у граду Шапцу.

## Административна подела
Округ обухвата следеће градове и општине (са њиховим административним центрима): 
Мачвански управни округ обухвата два града и шест општина.
| Назив                | Грб | Број становника (2011) | Број становника (2022) |
| -------------------- | --- | ---------------------- | ---------------------- |
| Град Шабац           |     | 115.884                | 106.066                |
| Град Лозница         |     | 79.327                 | 73.083                 |
| Општина Богатић      |     | 28.883                 | 24.788                 |
| Општина Владимирци   |     | 17.462                 | 14.509                 |
| Општина Коцељева     |     | 13.129                 | 11.249                 |
| Општина Крупањ       |     | 17.295                 | 14.569                 |
| Општина Љубовија     |     | 14.469                 | 12.272                 |
| Општина Мали Зворник |     | 12.482                 | 11.560                 |

## Већа насеља
Значајнија насеља у округу су (са бројем становника по попису из 2002. године):
- Шабац (55.163)
- Лозница (19.863)
- Лозничко Поље (7.922)
- Богатић (7.350)
- Клупци (7.297)
- Мајур (6.854)
- Бања Ковиљача (6.340)
- Поцерски Причиновић (5.992)
- Бадовинци (5.406)
- Крупањ (4.912)
- Мали Зворник (4.736)
- Лешница (4.731)
- Коцељева (4.645)
- Прњавор (4.464)
- Љубовија (4.130)

## Етничке групе (попис из 2002. године)
- Срби = 317.658
- Роми = 3.235
- Муслимани = 1.859

## Етничке групе (попис из 2011. године)
- Срби = 284.165
- Роми = 4.537
- Муслимани = 1.501

## Култура и историја
У близини Шапца су знаменити споменици, посвећени познатим догађајима из историје српског народа: 
- Споменик Карађорђу и српским јунацима из Првог српског устанка и Музеј Мишарске битке (на Мишару)
- остаци старог града на обали Саве, село Дебрц (место где је био дворац краља Драгутина)
- Косанин град, средњовековно утврђење на Церу.

Недалеко од Лознице је село Тршић, родно место, реформатора српског језика и правописа, Вука Караџића. Из Тршића се пешачком стазом стиже у манастир Троношу, једно од најстаријих средњовековних немањићких задужбина. Овај манастир из XIV века, одиграо је у прошлости истакнуту улогу у очувању народне културе и традиције Срба. Дуго се у њему, а нарочито у XIV веку, неговала преписивачка школа за сопствене потребе и потребе других манастира. Тиме је сачувана историјска и културна грађа српског народа.